# Al Taliaferro
Charles Alfred Taliaferro, conhecido simplesmente como Al Taliaferro (Montrose, 29 de agosto de 1905 — Glendale, 3 de fevereiro de 1969) foi um artista de quadrinhos da Disney, que costumava produzir tiras. Muitas de suas tiras foram escritas por Bob Karp.
Ele é mais conhecido por seu trabalho na tira em quadrinhos do Pato Donald, mas ele começou sua carreira rotulando as tiras de Mickey Mouse (março de 1931 - julho de 1932), e desenhou os quadrinhos Bug Bucky em 1932, bem como páginas Silly Symphonies de 1932 a 1939. Taliaferro co-criou uma série de personagens, incluindo Huguinho, Zezinho e Luisinho, Bolívar, Vovó Donalda, e, possivelmente, Margarida. Ele desenhou as tiras em quadrinhos do Pato Donald, de 1938 até sua morte em 1969 em Glendale, Califórnia.